# آرمن یریتسیان
آرمن یریتسیان (Արմեն Երիցյան؛ زادهٔ ۲۵ دسامبر ۱۹۶۰ - درگذشته ۱۳ دسامبر ۲۰۱۶) یک سیاستمدار اهل ارمنستان بود که از تاریخ ۱۵ مارس ۲۰۱۰ تا تاریخ ۱۳ دسامبر ۲۰۱۶ در دولت تیگران سارگسیان و دولت هوویک آبراهامیان سمت وزیر وضعیت‌های اضطراری ارمنستان را برعهده داشت.

## زندگی‌نامه
در ۲۵ دسامبر ۱۹۶۰ در ایروان به دنیا آمد  یریتسیان در ۱۳ دسامبر ۲۰۱۶ در ایروان سن ۵۵ سالگی درگذشت و در آرامستان مرکزی ایروان (توخماخ) به خاک سپرده شد.